# Italiens håndboldlandshold (damer)
Italiens håndboldlandshold er det italienske landshold i håndbold for kvinder. De bliver reguleret af Federazione Italiana Giuoco Handball, og deltager også i internationale håndboldkonkurrencer.
Holdet deltog under VM 2001, hvor de kom på en 16. plads.